# Cylindrocarpa sewerzowii
Cylindrocarpa es un género monotípico de plantas  perteneciente a la familia Campanulaceae. Contiene una única especie: Cylindrocarpa sewerzowii (Regel) Regel, Trudy Imp. S.-Peterburgsk. Bot. Sada 5: 258 (1877). Es originaria de Kirguistán.

## Taxonomía
Cylindrocarpa sewerzowii fue descrita por (Regel) Regel y publicado en Trudy Imp. S.-Peterburgsk. Bot. Sada 5: 258 1877.
Sinonimia
- Phyteuma sewerzowii Regel, Bull. Soc. Imp. Naturalistes Moscou 40(2): 184 (1867).
- Euregelia sewerzowii (Regel) Kuntze, Revis. Gen. Pl. 3(3): 403 (1898).[1][4]